# Teilfaktorplan
In der statistischen Versuchsplanung versteht man unter einem Teilfaktorplan (engl.: fractional factorial design) einen Versuchsplan, der nur einen bestimmten Bruchteil der in einem vollständigen Versuchsplan enthaltenen Faktorkombinationen durchspielt. Die Faktoren werden auf zwei Faktorstufen untersucht, daraus resultiert die mathematische Notation 2k-p, wobei k für die Anzahl der Faktoren und p für den Bruchteil steht.
Ein vollständiger Versuchsplan für sechs Faktoren auf zwei Stufen würde zum Beispiel {\displaystyle 2^{6}=64} Versuchsläufe erfordern. Aus Wirtschaftlichkeitsgründen wird in einem solchen Fall oft auf einen Teilfaktorplan der Art {\displaystyle 2^{6-3}} oder {\displaystyle 2^{7-4}} usw. ausgewichen. Die Schreibweise {\displaystyle 2^{6-3}} gibt hier an, dass von den insgesamt {\displaystyle 2^{6}} möglichen Versuchsläufen nur ein Bruchteil, nämlich {\displaystyle 2^{-3}={\frac {1}{8}}}, durchgeführt wird und somit {\displaystyle 2^{6-3}={\frac {64}{8}}=8} Versuchsläufe. Zur Auswahl der acht im Teilfaktorplan enthaltenen Versuchsläufe wird oft ein so genanntes orthogonales Feld herangezogen.
Der Nachteil von Teilfaktorplänen ist die dabei auftretende Vermengung von Haupteffekten und Wechselwirkungen. Dies macht sich umso stärker bemerkbar, je kleiner der gewählte Bruchteil des vollständigen Versuchsplans ist. Zur Beschreibung der Art und Menge der auftretenden Vermengungen wird jedem Teilfaktorplan eine Auflösungsklasse (engl.: resolution number) zugeordnet.

## Auflösung: Beispiel für die Vermengungsstruktur eines Teilfaktorplans mit 6 Faktoren
{\displaystyle 2^{6-3}}: Auflösung III, Haupteffekte mit 2-Faktor-Wechselwirkungen vermengt.
{\displaystyle 2^{6-2}}: Auflösung IV, Haupteffekte mit 3-Faktor-Wechselwirkungen vermengt sowie 2-Faktor-Wechselwirkungen untereinander.
{\displaystyle 2^{6-1}}: Auflösung VI, Haupteffekte und 2-Faktor-Wechselwirkungen unvermengt, 3-Faktor-Wechselwirkungen untereinander.